# علامت شست

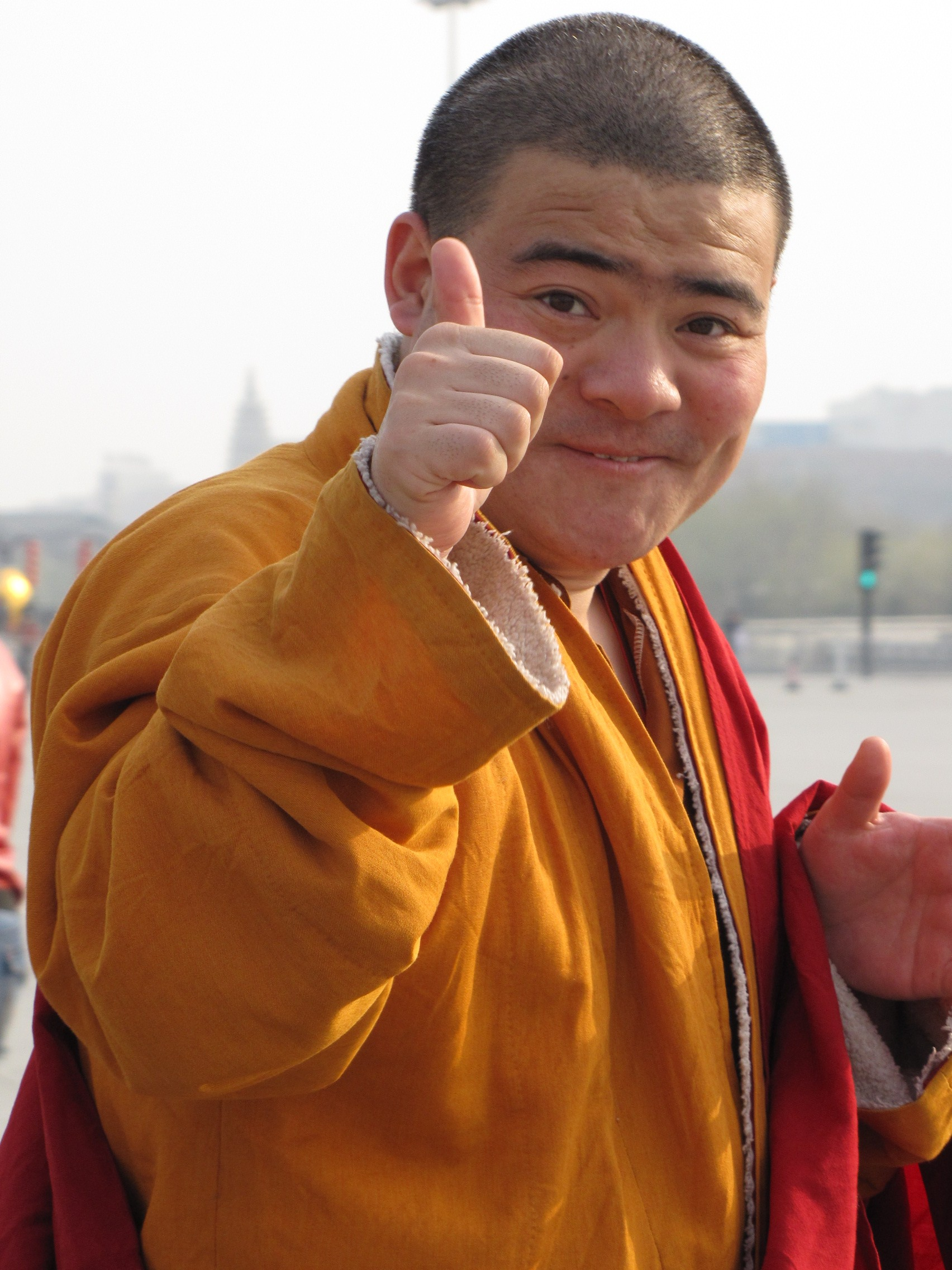
یک بودایی چینی شست دست را نشان می‌دهد.

شست به طرف پایین نشانهٔ مخالفت است

نشان شست یک ژست است و دو معنی دارد: شست بالا، نشانهٔ پذیرش یا پسندیدن، به سوی پایین نشانهٔ نپیذیرفتن یا ناخشنودی.
در فرهنگ ایرانی به نشان‌دادن شست بیلاخ گفته می‌شود و حرکت توهین‌آمیزی است و معنی برابر انگشت وسط در فرهنگ غربی دارد.

## کد در یونی‌کد
در سیستم یونی‌کد برای علامت با شست کدهای زیر وجود دارد: U+1F44D و U+1F44E.